# Sason sundaicum
Sason sundaicum és una espècie d'aranya de la família dels bariquèlids. Es troben en alguns llocs de Malàisia i Tailàndia. Fou descrita per Schwendinger el 2003. Els mascles mesuren entre 5,7 i 6,8 mm i les femelles entre 7,7 i 11 mm.
Viuen en arbres a prop del mar, normalment a menys de 100 metres, tot i que també se n'han trobat fins a cinc quilòmetres de distància del mar. Construeixen nius més aviat curts amb dos entrades oposades, sovint en arbres com, per exemple, els cocoters. Tanmateix, de vegades els nius són construïts al costat de gran roques. Els nius dels mascles són de més de dos cm, i els de les femelles fins a gairebé tres cm. Poecilomigas abrahami, una aranya de Sud-àfrica de la família dels mígids, construeix nius molt similars.